# Александров мост
Александровият мост е построен над Владайска река през 1880 г., след края на село Княжево, на пътя София-Перник-Горна Джумая (Е79).  С разрастването на столицата днес той попада в чертите на града и се счита за най-стария съвременен мост в София. Кръстен е на руския император Александър II, който предоставя средствата за построяването му. Мостът е със статут на архитектурно-историческа ценност.
Конструкцията му е каменен свод с дължина 10 м и ширина 7,4 м (пътно платно 6,4 м и 2 тротоара х 0,5 м). Трасето на днешния Европейски път Е79 пресича реката недалеч от Александровия мост, който по настоящем се намира   в началото на ул. „601“.
Първият ремонт от 1880 г. насам е започнат на 3 октомври 2011 г. Реставриран е от Столичната община през 2013 – 2014 г.

## Галерия
- Александровият мост в края на 1920-те – началото на 1930-те години.
- Снимка от западната страна, откъдето се вижда сводовия камък с годината на построяване и монограмът на княз Александър Батенберг.
- Александровият мост нощем.